# Гёр, Марлис
Марлис Гёр (нем. Marlies Göhr, до замужества Эльснер (нем. Ölsner), род. 21 марта 1958, Гера) — восточногерманская легкоатлетка, специализировалась спринте. Первая чемпионка мира в беге на 100 метров и первая из женщин, кому удалось выбежать на стометровке из 11 секунд (по электронному секундомеру). Экс-рекордсменка мира в эстафете 4×100 метров в составе сборной ГДР. Выступала за спортивный клуб SC Motor Jena.

## Биография
Первые серьёзные результаты пришли к Марлис в 1975 году на Спартакиаде ГДР и на молодёжном чемпионате мира. Перспективную спортсменку, которую специалисты назвали преемницей славы Ренате Штехер, решили включить в команду на Олимпийские игры в Монреале. Стиль бега молодой спортсменки отличался от атлетической манеры Штехер, она бегала легко и изящно, не прилагая видимых усилий. Марлиз вышла в финал на стометровке и затем выиграла с подругами по команде золото в эстафете 4×100 м.
1 июля 1977 года Марлис Гёр на соревнованиях в Дрездене первой из женщин превзошла рубеж 11 секунд на стометровке (10,88 сек по электронному хронометражу). В 1978 году спортсменка победила на чемпионате Европы на 100-метровке и стала главным претендентом на победу на грядущих Олимпийских играх 1980 года. В Москве в финале 100-метровки Марлис встретила упорное сопротивление и проиграла одну сотую секунды Людмиле Кондратьевой. Немецкой бегунье удалось реабилитироваться в эстафете, где сборная ГДР победила с мировым рекордом 41,60 сек.
Первая половина 1980-х ознаменовалась в женском спринте соперничеством Марлис Гёр и Эвелин Эшфорд (США). В 1979 и В 1981 году Эвелин побеждала Гёр в забегах в программе Кубка мира по лёгкой атлетике. В 1983 году противостояние достигло апогея. 8 июня Гёр бьёт свой же мировой рекорд — 10.81 сек. Не проходит и месяца и 3 июля Эшфорд доводит его до 10.79 (рекорд был установлен в условиях среднегорья). В августе немецкая спортсменка побеждает на первом чемпионате мира по лёгкой атлетике. Спортивная общественность предвкушала упорнейший поединок, но противостояния не получилось. В финале спортсменки оказались разведены далеко друг от друга (2 и 8 дорожка). Сразу после старта Эшфорд травмировала ахиллово сухожилие и Гёр соперничала только с подругой по команде Маритой Кох. Второе золото чемпионата мира Гёр завоевала в эстафете.
В 1984 году Эшфорд завоевала два золота на Играх в Лос-Анджелесе, где отсутствовали из-за бойкота спортсмены восточного блока. Шанс для личной встречи соперниц выпал на соревнованиях в Цюрихе, где Эшфорд доказала что сильнее, победив Гёр в личной встрече и установив мировой рекорд 10.76 c. В 1985 году в ходе соревнований на Кубок Мира сборная ГДР, в которую входила Марлиз, устанавливает мировой рекорд в эстафете 4×100 м, который держался до 2012 года — 41.37с.
Соревнования на Олимпийских играх 1988 года, на которых Марлис завоевала серебро в эстафете, стали последними крупными стартами в карьере спортсменки. После Игр она завершила карьеру.
В настоящее время Марлис Гёр проживает в Йене и работает психологом.
Марлис не обошли стороной подозрения в употреблении допинга, которые коснулись всю сборную ГДР 1970—1980-х годов. Как признался её тренер Хорст-Дитер Хилле, спортсменка употребляла анаболические стероиды в 1983—1984 годах. Сама Марлис отрицает, что употребляла стимулирующие препараты.
С 1978 года Марлис замужем за известным в прошлом немецким футболистом Ульрихом Гёром, выступавшим за клуб «Карл Цейсс».

## Достижения
- двукратная олимпийская чемпионка (1976, 1980)
- двукратная чемпионка мира (1983)
- пятикратная чемпионка Европы (1978, 1982, 1986)
- трёхкратная обладательница Кубка Мира (1979, 1981, 1985) в составе сборной ГДР
- четырёхкратная обладательница Кубка Европы (1977, 1979, 1981, 1983) в составе сборной ГДР

## Личные рекорды

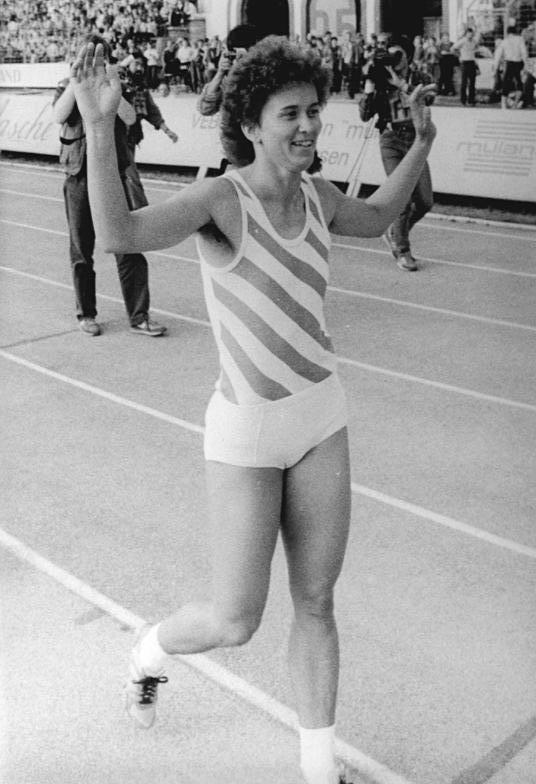
Марлиз Гёр в 1984 году

| Дисциплина | Результат | Год  | Место  |
| ---------- | --------- | ---- | ------ |
| 60 м       | 7.07      | 1986 | Льевин |
| 100 м      | 10.81     | 1983 | Берлин |
| 200 м      | 21.74     | 1984 | Эрфурт |